# Veronika Vítková
Veronika Vítková (n. 9 decembrie 1988, Vrchlabí⁠(d), Hradec Králové, Cehia) este o biatlonistă ce a reprezentat Cehia, medaliată olimpică. A participat la 3 ediții ale Jocurilor Olimpice (2010, 2014, 2018) în care a câștigat o medalie de argint și două medalii de bronz.